# Mammillaria phitauiana
Mammillaria phitauiana (укр. Мамілярія фітауїана, мамілярія Фі Тау) — сукулентна рослина з роду мамілярія (Mammillaria) родини кактусових (Cactaceae).

## Історія

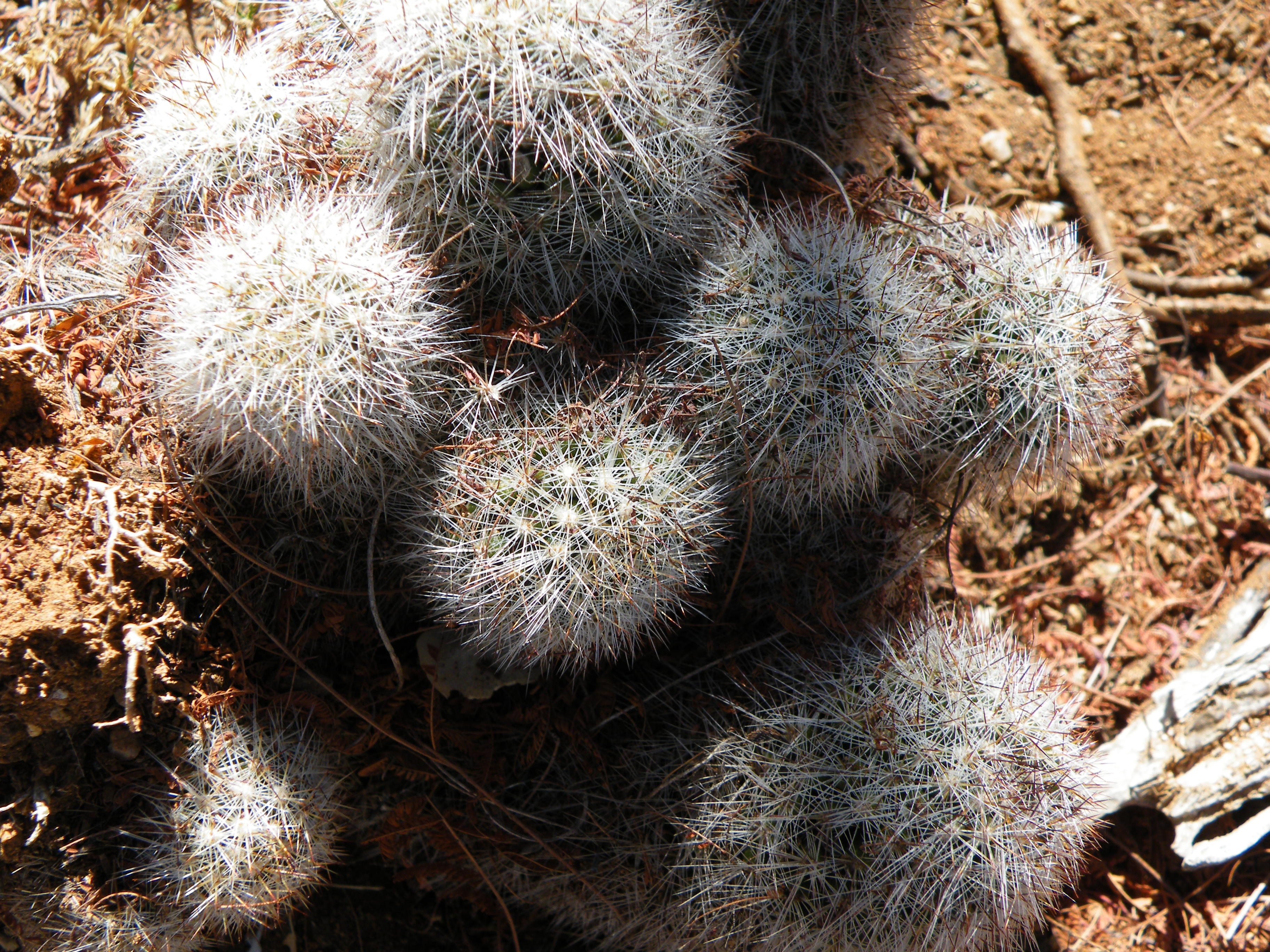
Mammillaria phitauiana у природних умовах

Вид вперше описаний американським ботаніком Едгаром Мартіном Бакстером (англ. Edgar Martin Baxter, 1903—1967) у 1931 році в журналі Американського товариства любителеів кактусів і сукулентів (англ. Cactus and Succulent Society of America) «Cactus and Succulent Journal» як Neomammillaria phitauiana. Того ж року німецький колекціонер кактусів, мандрівник, експерт і систематик кактусів Курт Баккеберг (нім. Curt Backeberg, 1894—1966) відніс цей вид до роду Mammillaria.

## Етимологія
Видова назва дана на честь американського студентського об'єднання «Фі Каппа Тау», до якого належав Едгар Мартін Бакстер.

## Ареал і екологія
Mammillaria phitauiana є ендемічною рослиною Мексики. Ареал розташований у штаті Баха-Каліфорнія-Сюр. Рослини зростають на висоті від 200 до 700 метрів над рівнем моря на нижніх схилах майже в повній тіні дерев в низькому листяному лісі.

## Морфологічний опис
| Орган              | Опис                                                                  |
| Рослини            | формують кластери з лежачих в основі стебел.                          |
| Коріння            |                                                                       |
| Стебло             | циліндричне, до 25 см заввишки, в діаметрі 3-6 см.                    |
| Епідерміс          | Епідерміс сіро-зелений.                                               |
| Маміли             | конічні, чотиригранні в основі, кілевидні, із зовні з молочним соком. |
| Ареоли             |                                                                       |
| Аксили             | приблизно з 20 щетинками.                                             |
| Центральні колючки | 4, прямі, білі з темними кінцями, завдовжки 4-6 мм, одна з гачком.    |
| Радіальні колючки  | 24, білі, щетиноподібні, завдовжки 4-12 мм, нижні найдовші.           |
| Квіти              | білі, 12-15 мм завдовжки і в діаметрі.                                |
| Бутони             |                                                                       |
| Зовнішні пелюстки  |                                                                       |
| Внутрішні пелюстки |                                                                       |
| Тичинки            |                                                                       |
| Маточка            |                                                                       |
| Плоди              | кулясті до булавоподібних, червоні, до 10 мм завдовжки.               |
| Насіння            | чорне.                                                                |

## Чисельність, охоронний статус та заходи по збереженню
Mammillaria phitauiana входить до Червоного списку Міжнародного союзу охорони природи видів, з найменшим ризиком (LC).
Вид має площу розміщення, що не перевищує 5000 км². Субпопуляції рясні, зниження чисельності рослин не є серйозним, оскільки вид має високий коефіцієнт відновлення через насінневе та вегетативне розмноження.
Основною загрозою для Mammillaria phitauiana є випас великої рогатої худоби, головним чином через витоптування, що розмиває ґрунт, і це впливає на утворення нових рослин.
Mammillaria phitauiana зустрічається в межах охоронюваної території Сьєрра-де-ла-Лагуна.
Охороняється Конвенцією про міжнародну торгівлю видами дикої фауни і флори, що перебувають під загрозою зникнення (CITES).

## Систематика та споріднені види
Mammillaria phitauiana має деякі спільні риси з Mammillaria armillata. З іще однією назвою Mammillaria verhaertiana, яку присвоїв даному виду німецький ботанік Фрідріх Бедекер (нім. Friedrich Bödeker, 1867—1937), пов'язано багато плутанини, і неясно, чи застосовувалася вона до Mammillaria angelensis або до даного виду, або до чого-небудь ще. Втім на сайті спільного інтернет-проекту Королівських ботанічних садів у К'ю і Міссурійського ботанічниого саду The Plant List Mammillaria phitauiana розглядається як синонім Mammillaria verhaertiana. Але Едвард Фредерік Андерсон  — член Робочої групи Міжнародної організації з вивчення сукулентних рослин (IOS), колищній її президент у своїй фундаментальній монографії з родини кактусових «The Cactus Family» подає Mammillaria phitauiana як основну назву, а Mammillaria verhaertiana відносить до її синонімів зі знаком питання.

## Використання та торгівля
Про використання або торгівлю видом відомостей немає.

## Утримання в культурі
У культурі зростає повільно, і отримати велику колонію, як це буває з іншими представниками серії, непросто. Рекомендована проникна ґрунтова суміш з 40 — 50 % крупного піску. Горщик має бути не більше, ніж потрібно, щоб вмістити коріння. Для розвитку колючок і квіток необхідно хороше освітлення.